# Чалмерс, Энджела
Энджела Чалмерс (англ. Angela Chalmers; род. 6 сентября 1963, Брандон, Манитоба) — канадская легкоатлетка, специализирующаяся в беге на средние дистанции. Бронзовый призёр Олимпийских игр 1992 года в беге на 3000 метров, трехкратная чемпионка Игр Содружества.

## Карьера
Окончив среднюю школу в Виктории, она продолжила обучение по спортивной стипендии в Университете Северной Аризоны, где становилась победителем чемпионата NCAA. На свои первые международных соревнования, Чалмерс попала в 1985 году, приняв участие в Универсиаде 1985 года в Кобе, где заняла третье место в беге на 3000 метров. За этим успехом, последовало второе место на Панамериканских играх 1987 года, а на своих первых Олимпийских играх в 1988 году финишировала 14-й в финальном забеге на 3000 метров. На Играх, она также бежала дистанцию 1500 метров, но не смогла пройти в финал, показав в полуфинале 17 результат.
В 1990 году, дважды стала чемпионкой Игр Содружества в Окленде, выиграв забеги на 1500 и 3000 метров. На Олимпийских играх 1992 года в Барселоне стала бронзовым призёром в беге на 3000 метров, уступив Елене Романовой и Татьяне Доровских. Спустя два года, на Играх Содружества 1994 года, проходивших в Виктории, защитила титул чемпионки в беге на 3000 метров, установив рекорд Игр. Она остается единственной женщиной в истории Игр Содружества, которая успешно защитила чемпионский титул в дистанции 3000 метров. Уже 3 сентября 1994 года она выиграла финал Гран-при IAAF в беге на 1500 метров, показав лучшее для себя время — 4:01,61.
В 2001 году была введена в Зал славы спорта Манитобы, а вскоре в Зал славы спорта Британской Колумбии. В 1995 году стала лауреатом Национальной премии за достижения в области аборигенов (Indspire Awards) в спортивной категории. Как представитель сиу, Чалмерс на протяжении всей спортивной карьеры выступала за расширения прав и возможностей аборигенов.
В 1996 году, незадолго до Олимпийских игр в Атланте, Чалмерс завершила спортивную карьеру из-за травмы голени.

## Личная жизнь
В настоящее время проживает в Австралии. Замужем за австралийским бегуном Саймоном Дойлем, есть двое детей.

## Достижения
| Год  | Соревнование         | Город                  | Место    | Дисциплина | Время   |
| ---- | -------------------- | ---------------------- | -------- | ---------- | ------- |
| 1985 | Универсиада          | Кобе, Япония           | 3        | 3000 м     | 9:03,19 |
| 1987 | Панамериканские игры | Индианаполис, США      | 2        | 3000 м     | 9:14,48 |
| 1988 | Олимпийские игры     | Сеул, Республика Корея | 17 (пз)  | 1500 м     | 4:08,64 |
| 1988 | Олимпийские игры     | Сеул, Республика Корея | 14       | 3000 м     | 9:04,75 |
| 1990 | Игры Содружества     | Окленд, Новая Зеландия | 1        | 1500 м     | 4:08,41 |
| 1990 | Игры Содружества     | Окленд, Новая Зеландия | 1        | 3000 м     | 8:38,38 |
| 1992 | Олимпийские игры     | Барселона, Испания     | 14 (п/ф) | 1500 м     | 4:04,87 |
| 1992 | Олимпийские игры     | Барселона, Испания     | 3        | 3000 м     | 8:47,22 |
| 1994 | Игры Содружества     | Виктория, Канада       | 1        | 3000 м     | 8:32,17 |
| 1994 | Финал Гран-при IAAF  | Париж, Франция         | 1        | 1500 м     | 4:01,61 |
| 1994 | Кубок мира           | Лондон, Великобритания | 2        | 1500 м     | 4:01,73 |